# Euploea midamus
Euploea midamus är en fjärilsart som beskrevs av Carl von Linné 1758. Euploea midamus ingår i släktet Euploea och familjen praktfjärilar. Inga underarter finns listade i Catalogue of Life.

## Bildgalleri

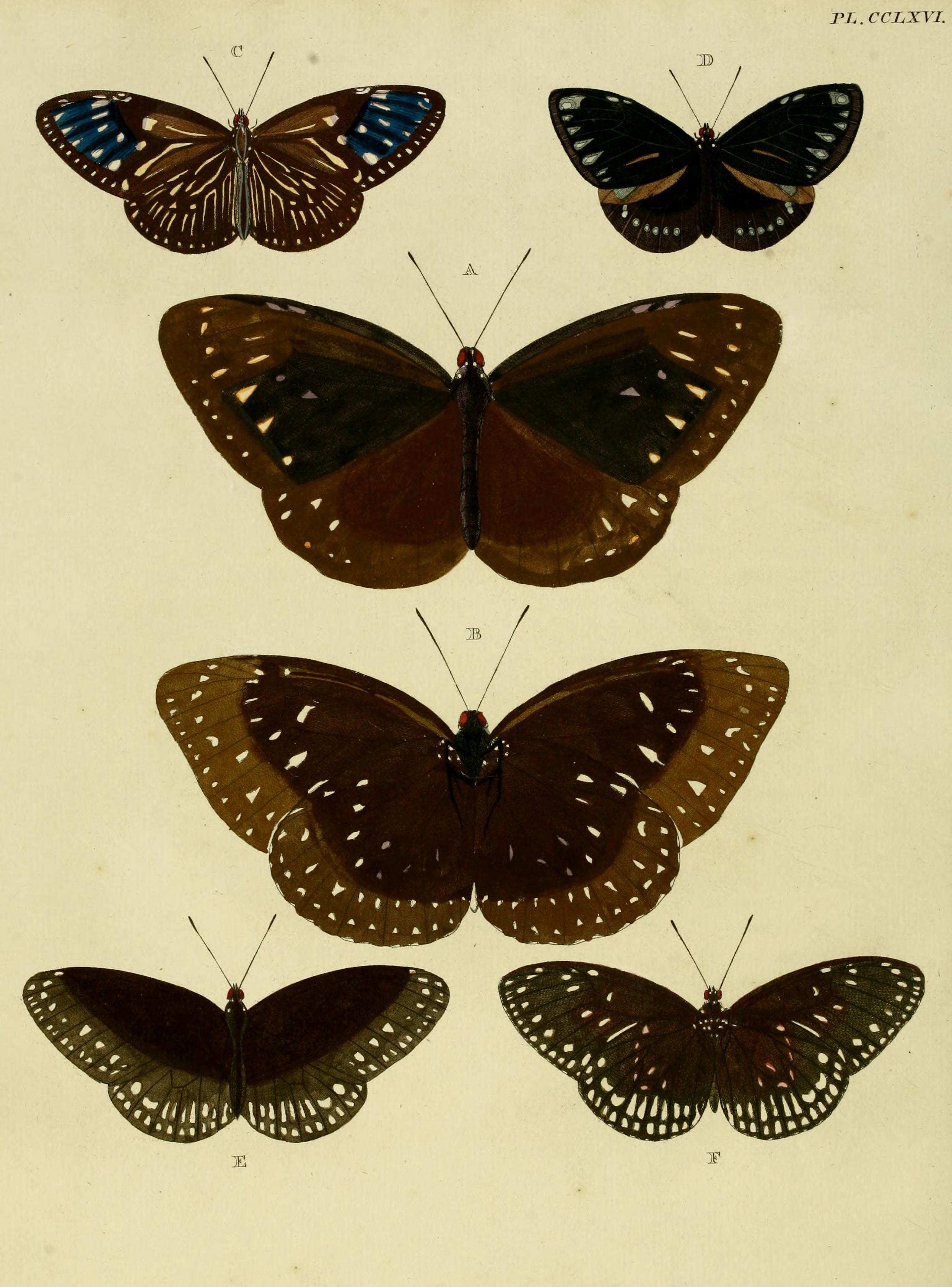
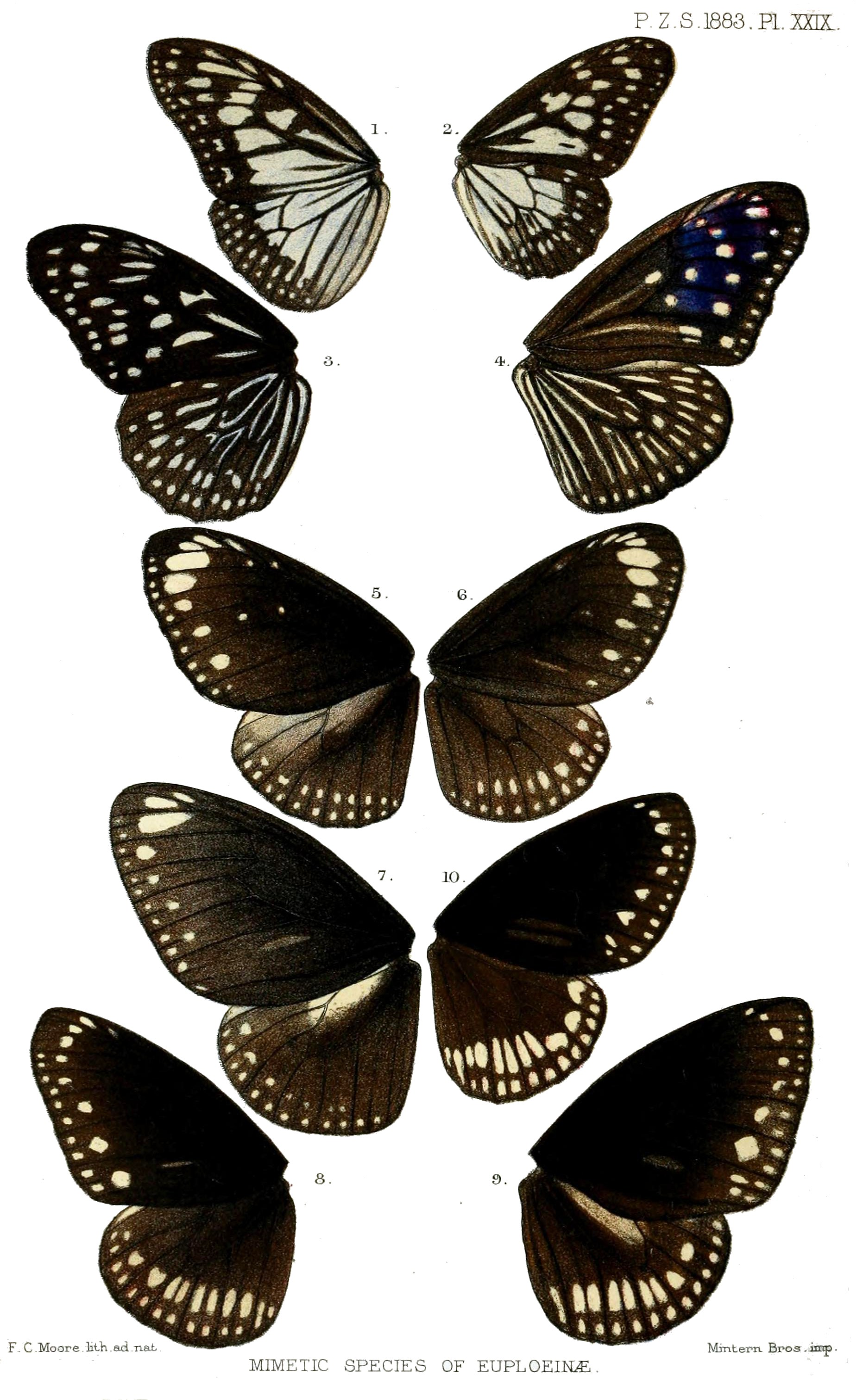
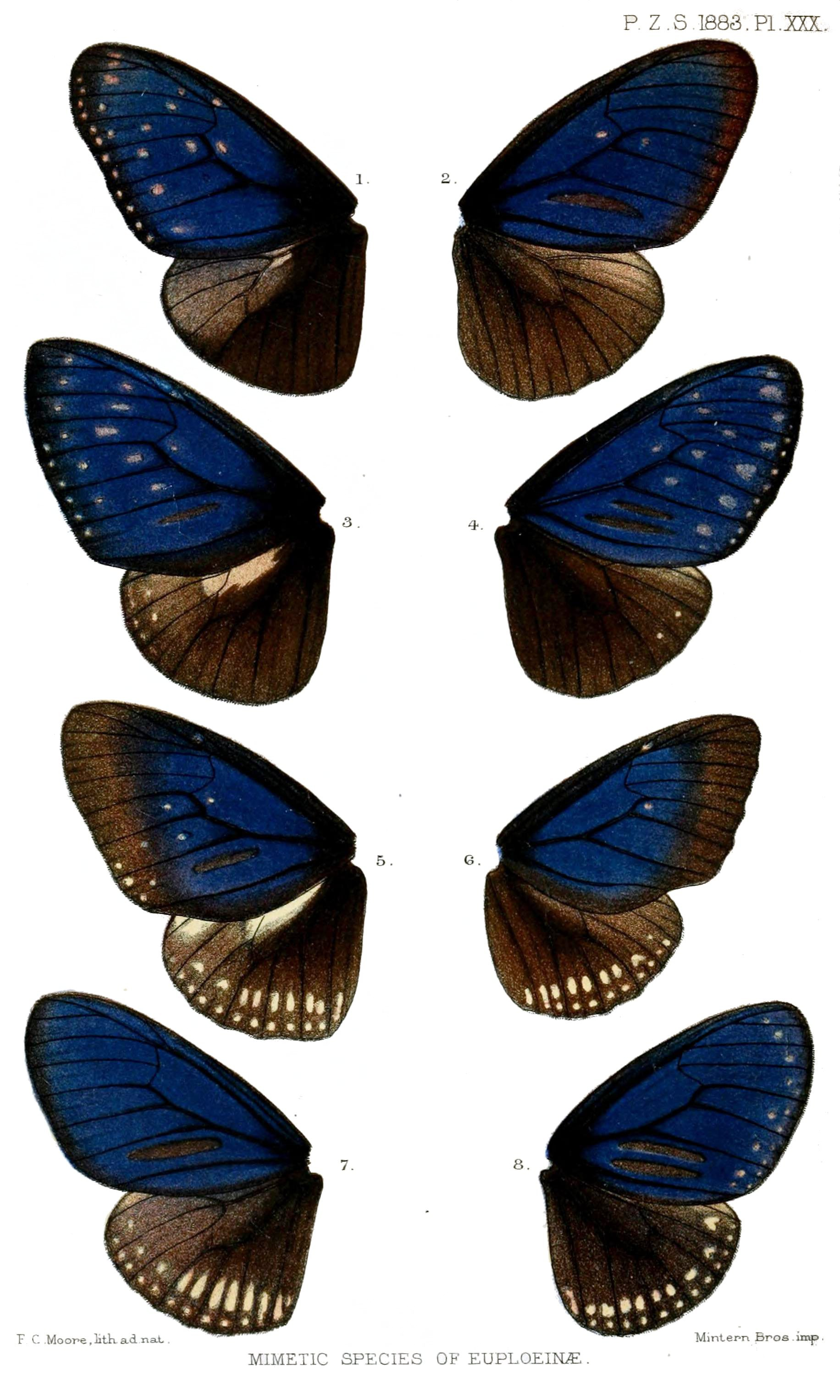
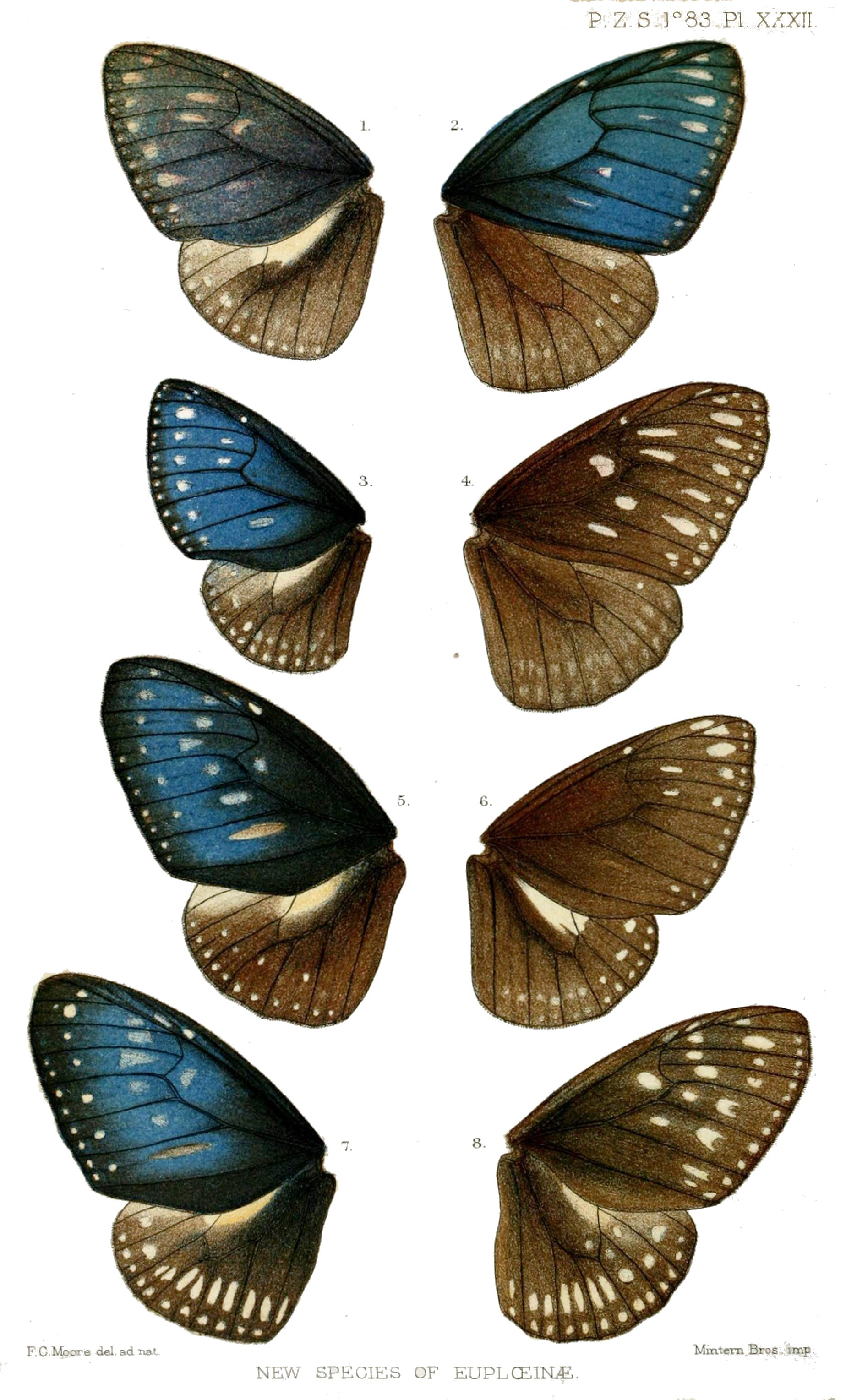
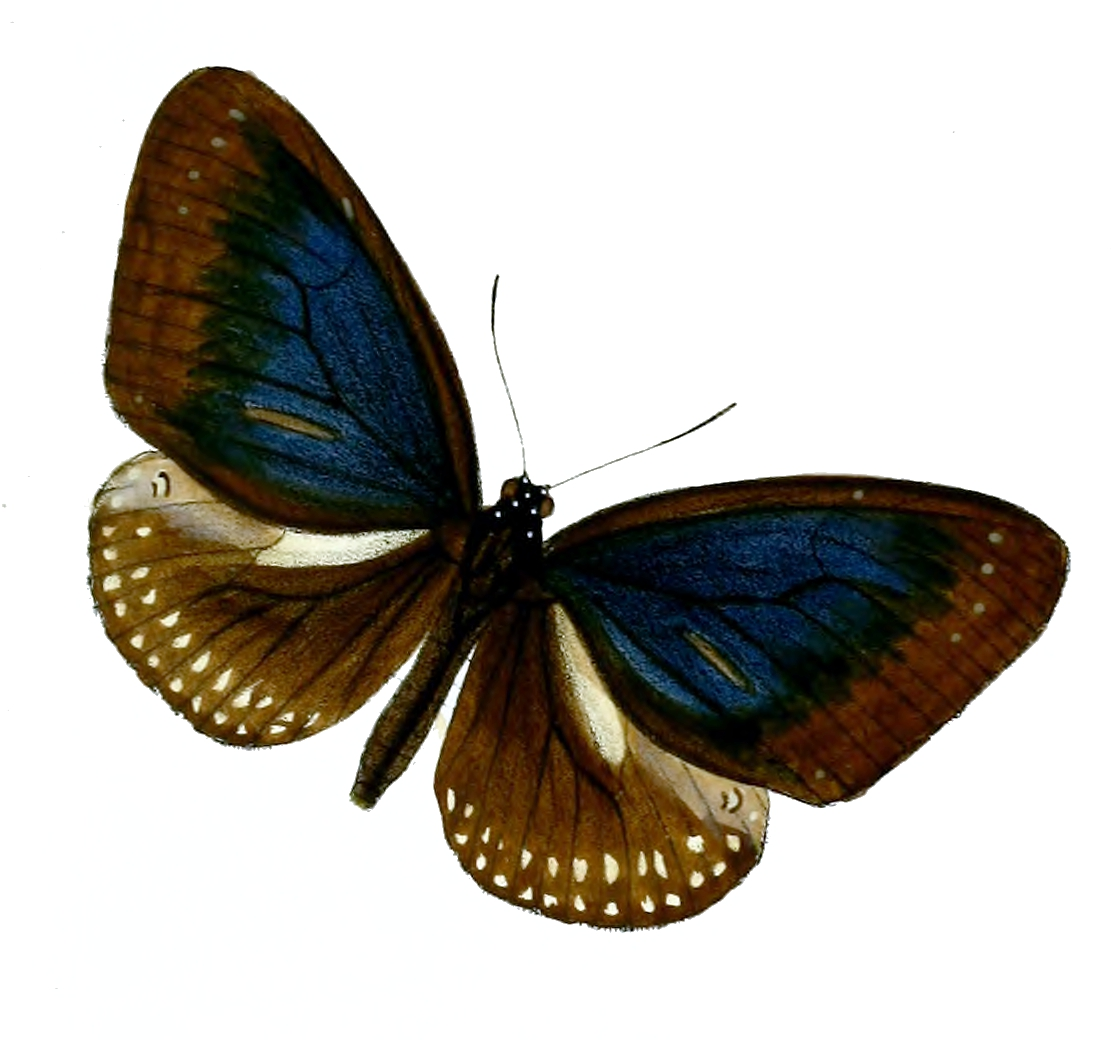
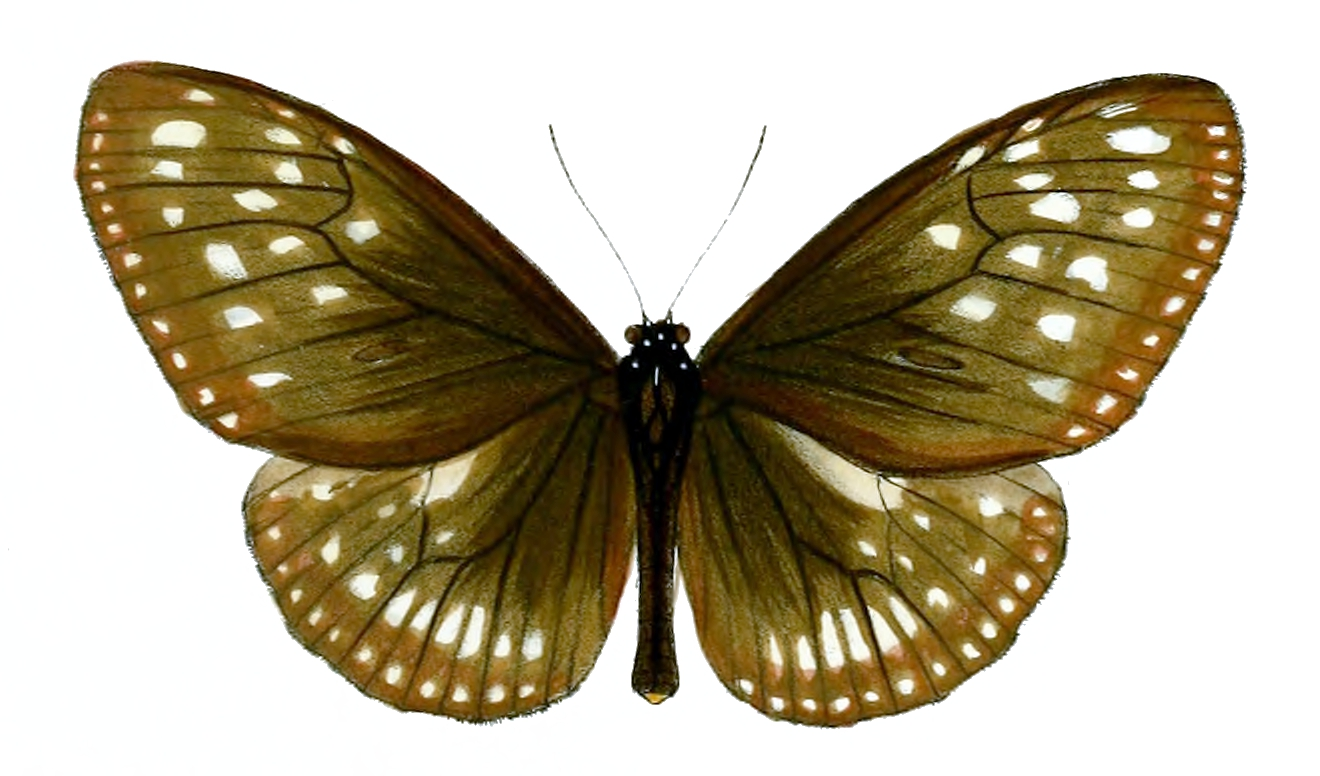